# Drongengoedhoeve

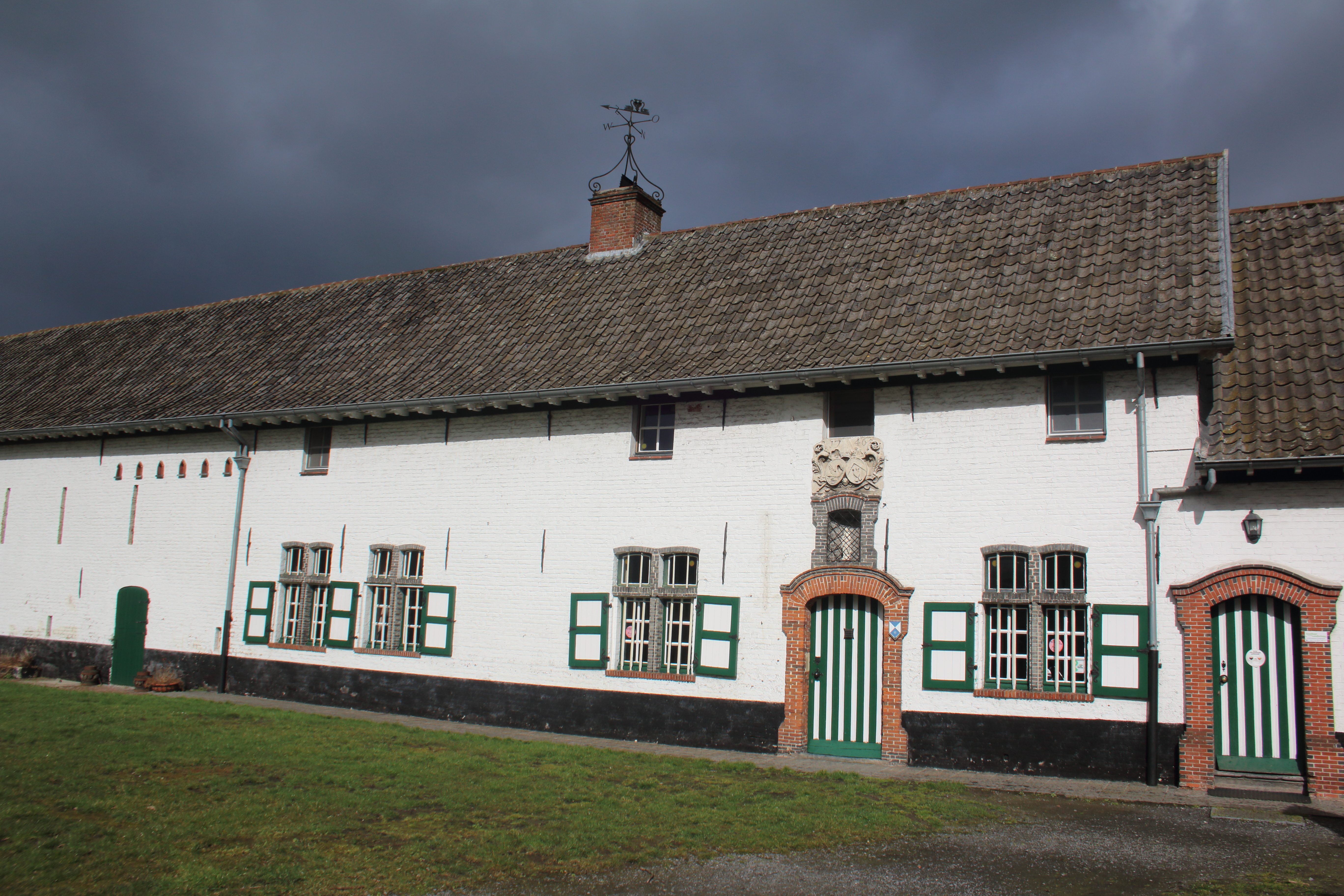
De Drongengoedhoeve uit 1746.

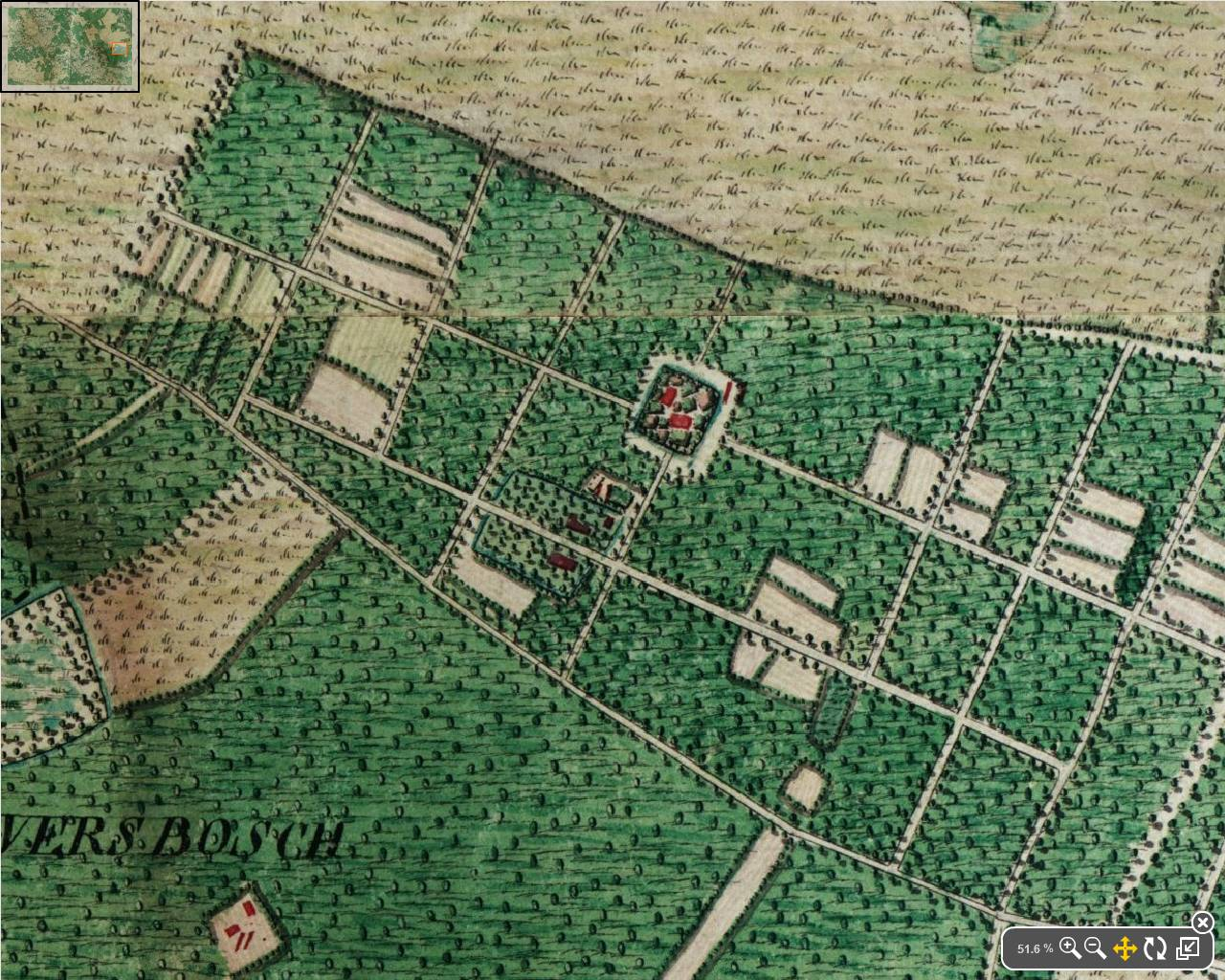
Hoeve op kaart van Ferraris. De hoeve zijn de twee donkerrode blokjes juist linksonder het vierkant. De gebouwen in het vierkant bestaan op heden niet meer.

De Drongengoedhoeve in Ursel op de grens van Kleit (Maldegem) en Knesselare is thans een belangrijk toeristisch ankerpunt van het Meetjesland en is gelegen in het Drongengoedbos. Het streekbezoekerscentrum is bedoeld om de bezoeker wegwijs te maken in de evolutie die de streek en het landschap heeft meegemaakt door de eeuwen heen.

## Norbertijnen
De geschiedenis gaat terug tot 1242. In opdracht van graaf Thomas van Savoye en zijn gemalin Johanna van Constantinopel werden in het Maldegemveld woeste gronden aan een drietal abdijen verkocht. In deze ontginning van heidegronden werd de abdijhoeve van Papinglo door de Sint-Baafsabdij in Gent uitgebaat, de abdijhoeve van Burkel door de abdij Ter Doest in Lissewege en de beschreven hoeve door de Norbertijnen van de Abdij van Drongen waarbij 97 ha behoorde. Later werd dit uitgebreid. 
Van de oorspronkelijke hoeve kan men nu nog het omgracht perceel op een 300-tal meter ten oosten van de huidige hoeve aantreffen.
Een bloeiende ontginningsfase voor de hoeve kwam er onder abt De Stoop in 1746 die de huidige hoeve, gericht op bosbouw, liet bouwen. Het bewijs daarvoor kan men nog altijd lezen in de twee wapenschilden boven de poort. Enerzijds de spreuk van de abdij van Drongen: vita brevis (het leven is kort), anderzijds het persoonlijke wapenschild van abt De Stoop: corda juncta cordibus (laat de harten verenigd zijn). Hij liet ook de pachtgronden aanleggen via een dambordvormig drevenpatroon. De Franse Revolutie was de spelbreker en de abdij van Drongen en haar goederen werden in 1797 opgeheven. De hoeve werd verkocht in 1798 en het eigendom kwam in privéhanden. Vanaf dan wordt het bos terug gedeeltelijk omgezet naar landbouwgrond.

## Beschermd
In 1936 werd de hoeve eigendom van de familie Van Damme uit Eeklo die de gebouwen renoveerde, de wallen herstelde, de duiventoren en de twee toegangspoorten met kantelen bouwde in 1948. Het uitzicht werd geïnspireerd op de toegangspoort van het Nieuwgoed te Petegem-aan-de-Leie die eveneens tot de abdij van Drongen behoorde. Op 28 maart 1956 werd de omgeving beschermd als landschap en op 21 augustus 2003 werd de ganse hoeve met bijgebouwen beschermd als monument
In het omliggende bos, dat aangelegd is via het dambordprincipe, kan men uitgebreid kennismaken met het gebied, als wandelaar of als fietser. Aangebrachte borden geven meer uitleg over het ontstaan en de evolutie.
Vandaag is de Drongengoedhoeve ingericht als een herberg, met terras. Er is ook een toeristisch infopunt over het Meetjesland en Landschapspark Drongengoed, een permanente tentoonstelling Het geheim van de Cuesta en een keramiekatelier.

## Afbeeldingen

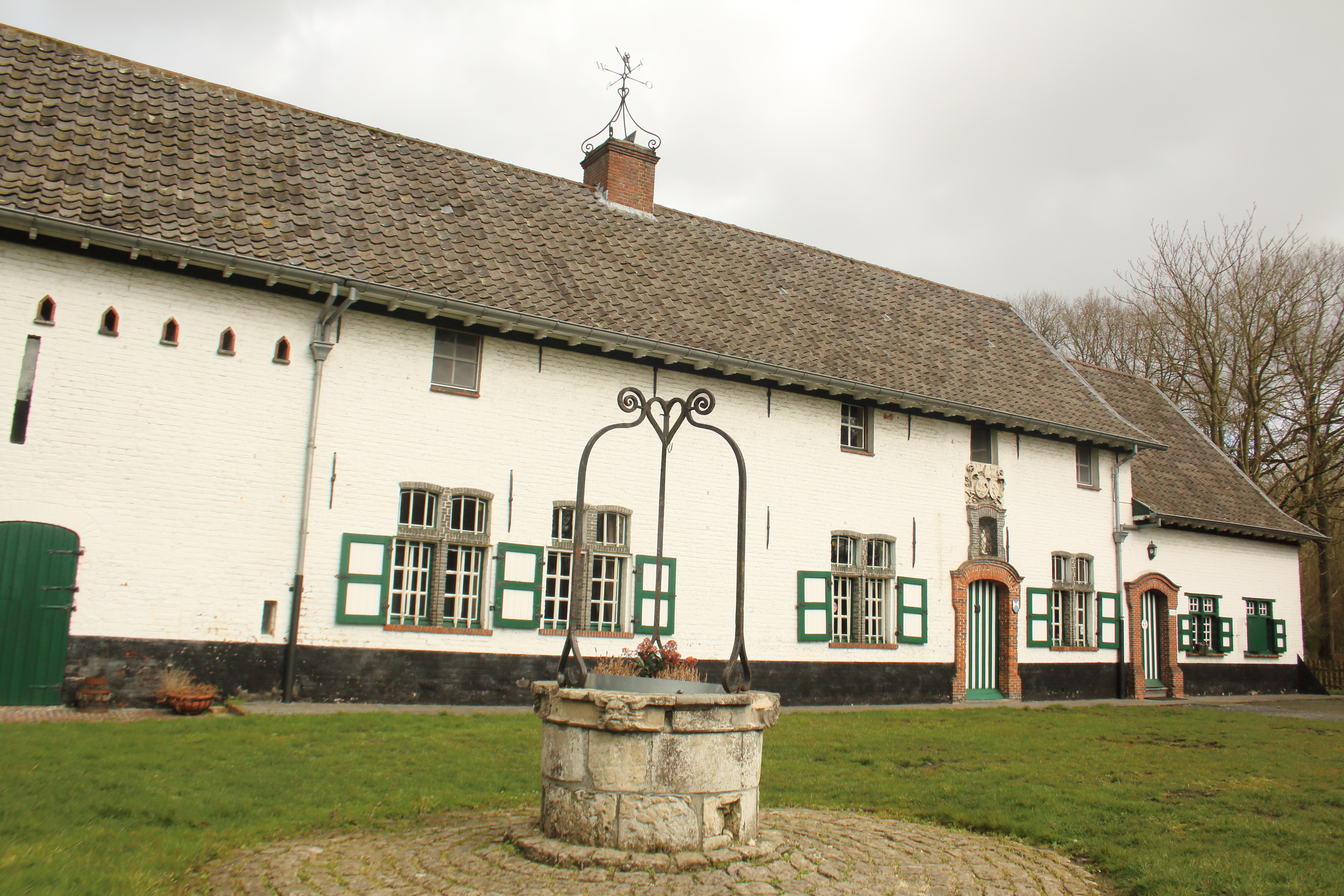
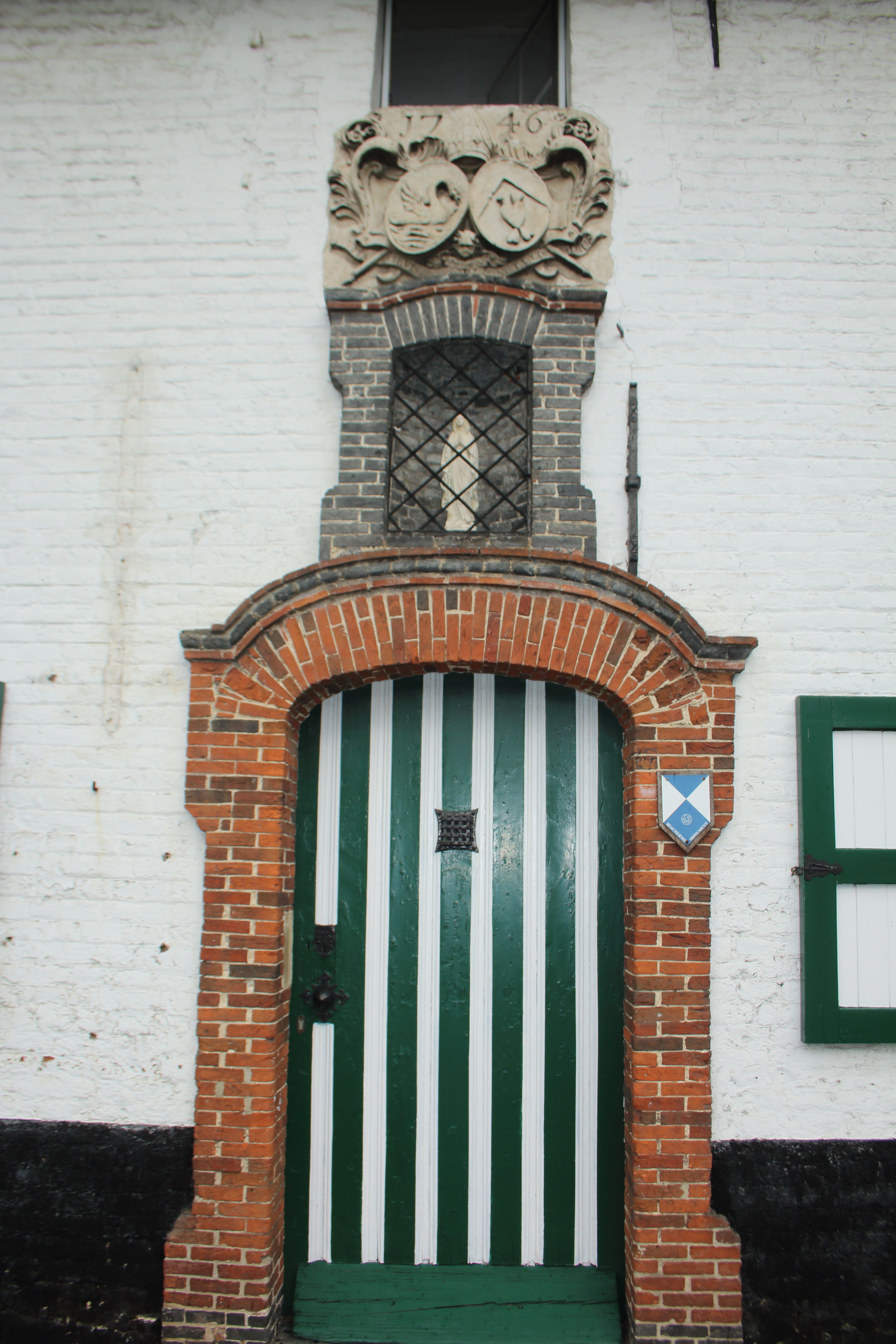
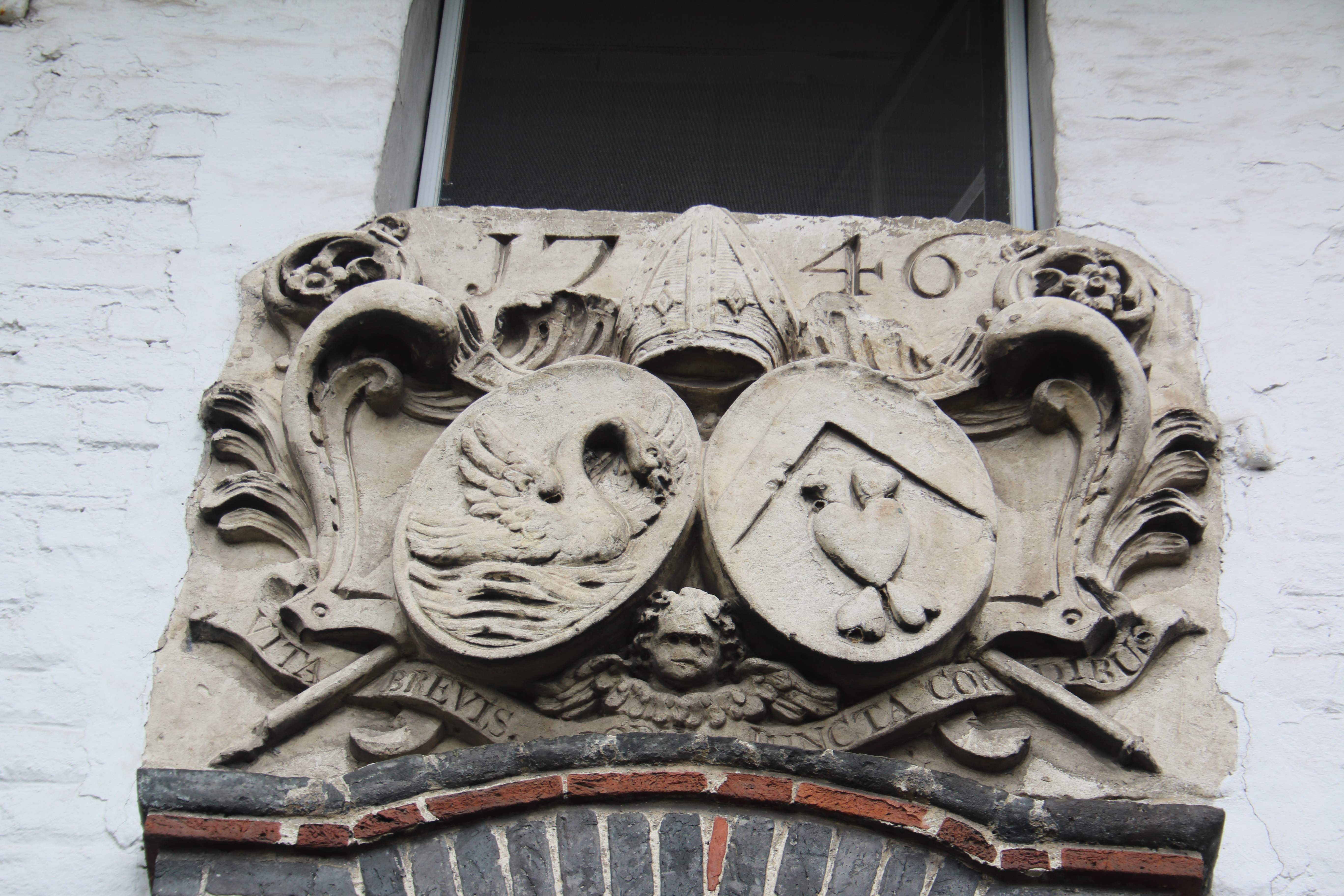
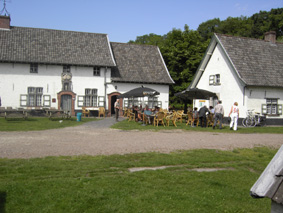
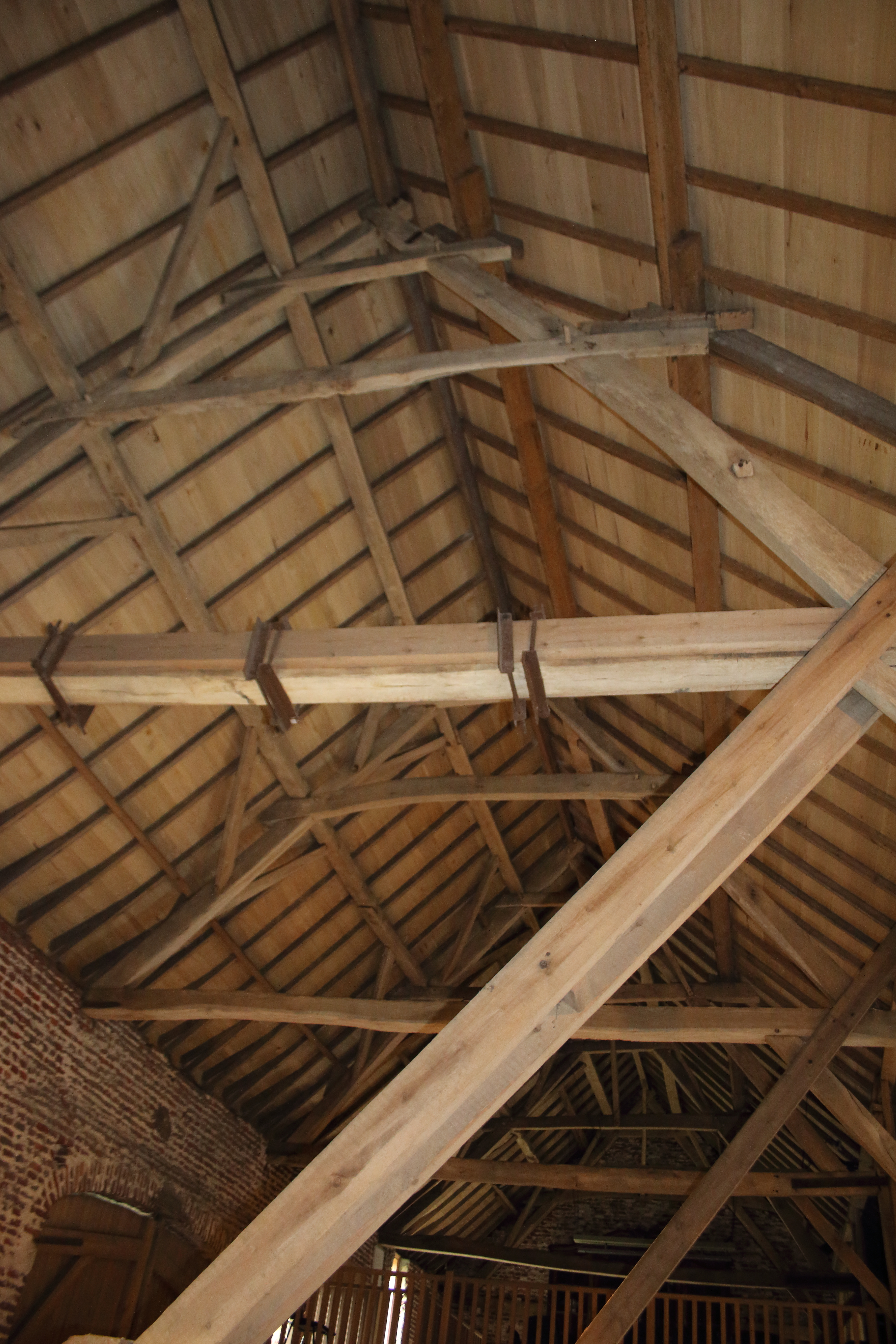
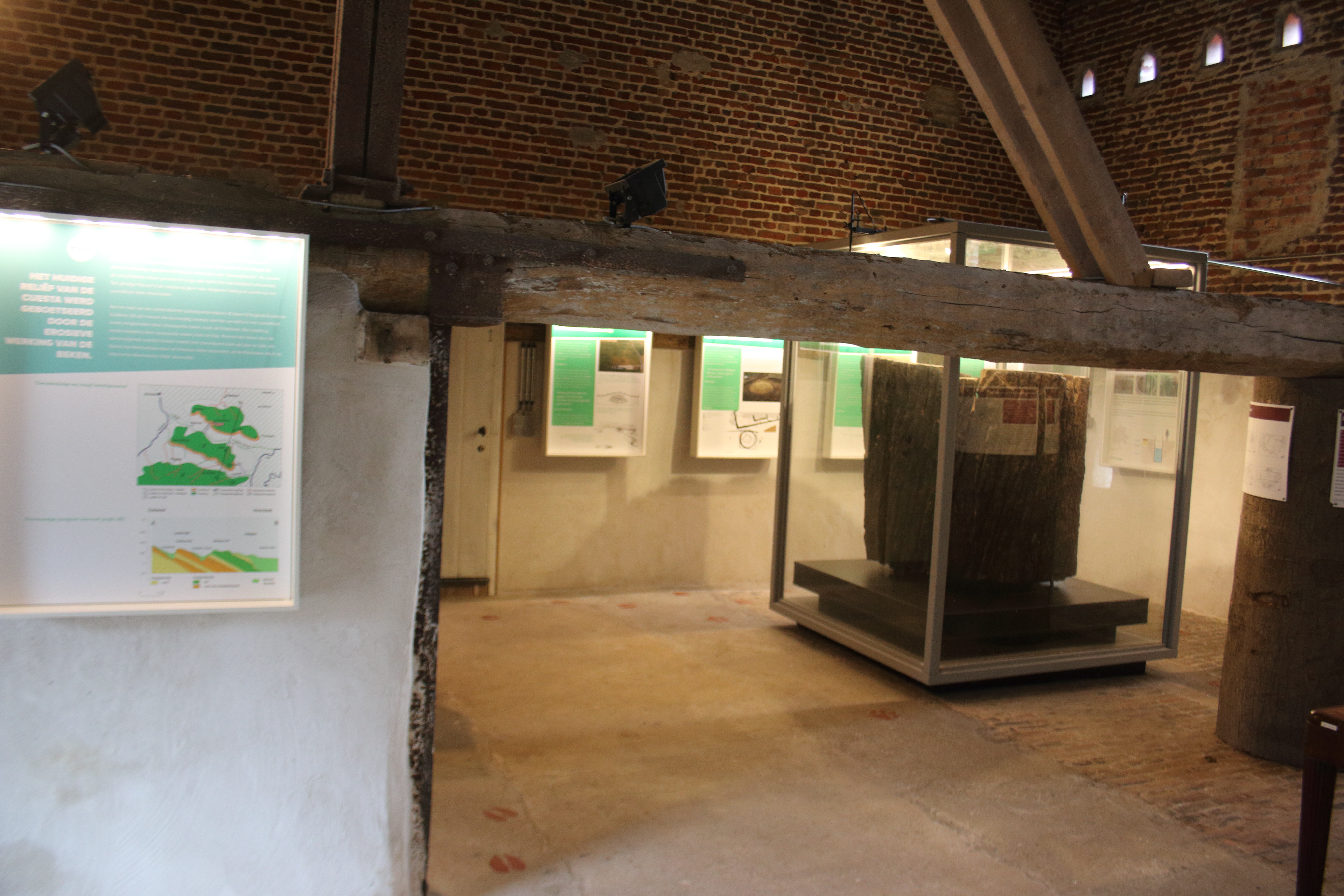